# Siče
Siče is een plaats in de gemeente Nova Kapela in de Kroatische provincie Brod-Posavina. De plaats telt 389 inwoners (2001).